# ベルトランのパラドックス (経済学)
ベルトランのパラドックス（英: Bertrand's paradox）は、同時手番で価格を選択する寡占モデル（あるいは複占モデル）において、均衡で企業が設定する価格が限界費用に等しいという結果のこと。市場に少数の企業しか存在せず、企業が価格支配力を持ちそうな状況であるにもかかわらず、完全競争市場と同じ価格設定行動になることからパラドックスと呼ばれる。ジョゼフ・ベルトランに由来する。企業にとっては低価格を設定するという好ましくない状況であるので、ベルトランの罠（英: Bertrand's trap）とも呼ばれる。

## 概要
企業Aと企業Bの2つの企業がそれぞれ同じ生産費用で同一の財を生産しているベルトラン・モデルを考える。消費者は価格のみを見てどちらの企業から購入するかを決める。このとき、需要の価格弾力性は無限大になる。ライバル社よりも高い価格を設定するとライバル社に市場の需要を全て奪われてしまうため、ライバル社よりも高い価格を設定することはない。ライバル企業と同じ価格を設定すれば、両企業は市場の需要を分け合い利潤を分け合うことにある。一方の企業が少しでも価格を下げれば、市場全体の需要を獲得し利潤を増やすことができる。したがって、両企業は価格が限界費用に等しくなるまで価格を低下させる。これが純粋戦略のナッシュ均衡となる。
ベルトラン・モデルが予測する価格設定行動が「パラドックス」と呼ばれるのは、企業の数が1社から2社に増えただけであるにもかかわらず、価格が独占価格から競争価格に下がり企業の数が増加しても価格が変化しないからである。
クールノー競争のようなモデルでは、企業の数を無限大にすると価格が限界費用に収束するという結果になる。クールノー・モデルなどの他の複占のモデルでは、少数の企業が原価を上回る価格を設定することで正の利潤を得る。

## 事例
実際の製品は、ほとんどの場合、各社製品差別化を施しているため、価格が限界費用に等しいという状況が現実の経済で観察されることはほとんどない。しかし、ブリタニカ百科事典が1990年代まで1式1600ドルで販売されていたのが、マイクロソフトが1993年にエンカルタを販売し、百科事典産業に参入すると、2000年までに価格が89.99ドルまで低下した。
ナイネックス（現ベライゾン・コミュニケーションズ）というアメリカの企業は、1990年代、ニューヨーク州全体の電話番号の情報をCD-ROMで1万ドルで販売していたが、自社の役員が退社し別会社を立ち上げ価格競争が始まると、2000年までに価格は20ドルまで低下した。
このように、市場が独占から複占に移行することで価格が大きく低下することは実際に観察されている。

## パラドックスが生じている理由
理論モデルがベルトランのパラドックスの状況を予測してしまう理由には、以下のようなものがある。 
- モデルでは企業の生産能力に制約があると仮定されている。フランシス・イシドロ・エッジワースによって最初に提起された点であり、ベルトラン＝エッジワース・モデル（英語版）が提示された[7]。生産能力に制限がある企業が、もう一方の企業よりも微小単位だけ低い価格を設定しても尚、正の残差需要（Residual demand）がある場合は、両方の企業が正の利潤を得る均衡が存在し得る[2]。
  - 企業の意思決定が第1段階で生産容量を、第2段階で価格を選択する2段階プロセスを踏み、消費者が購入する企業を変える際にスイッチングコストが負担するモデルを考える。この容量制約のある複占競争では、企業がクールノーの生産量と価格を選択するサブゲーム完全均衡が存在する[8]。
  - 企業が価格決定前に生産規模を選択する市場構造の場合、均衡での競争の激しさはベルトランの水準とクールノーの水準の間になることが示されている。混合戦略を許容すると、企業の生産規模と価格が非対称になる（企業ごとに異なる）ことも示されている[9]。
- モデルでは企業が同質財を生産していると仮定している。製品差別化がある場合、高い価格を設定する企業から購入する消費者もいる可能性が高い[2]。
- モデルでは静学的な同時手番ゲームを考えている。動学的ゲームに拡張して価格競争が繰り返されると、限界費用を上回る価格を設定する状態が均衡で生じる可能性がある[10]。
- 現実的には、カルテルの可能性がある。両社がある価格で合意できた場合、その価格を維持することが長期的な利益をもたらす可能性が高い[11]。
- 現実的には、店舗の立地面で異質性があったり、財を購入する上で検索コストがあったりする。この場合、仮に企業が同一の財を生産しても、消費者がより近くに立地している企業から購入するなどの理由で、高い価格を設定している企業の利潤がゼロにならない可能性がある。
- 消費者には現状維持をする行動バイアスがある。このとき、新規参入した企業が既存企業と同一の財を生産する場合でも、消費者は元の企業から購入し続けるかもしれない[12]。
- 企業が生産する財が同質であっても、消費者が異質的であれば、価格を競合する2つの企業が正の利潤を得る均衡が存在する可能性がある[13]。